# Brunks Corner
Brunks Corner az Amerikai Egyesült Államok északnyugati részén, Oregon állam Polk megyéjében elhelyezkedő önkormányzat nélküli település.
Harrison Brunk 1861-ben épített lakóházában ma a Polk megyei Történeti Társaság múzeuma működik. Az épület 1975-ben bekerült a történelmi helyek jegyzékébe. A területet 1959-ben a legalább száz éve létező farmok kategóriájába sorolták.

## Fordítás
- Ez a szócikk részben vagy egészben  a   Brunks Corner, Oregon című angol Wikipédia-szócikk ezen változatának fordításán alapul.  Az eredeti cikk szerkesztőit annak laptörténete sorolja fel. Ez a jelzés csupán a megfogalmazás eredetét és a szerzői jogokat jelzi, nem szolgál a cikkben szereplő információk forrásmegjelöléseként.